# Let's Golf 2
 (juin 2023).
Let's Golf 2 est un jeu de sport développé et édité par Gameloft pour iOS, Android et Mac OS X en 2010, et pour BlackBerry et Windows Mobile fin 2011. Le jeu a été porté sur le Nintendo eShop pour la Nintendo 3DS, désormais abandonné, sous le nom de Let's Golf 3D en juillet 2011.